# Alonso de Castillo Solórzano
Alonso de Castillo Solórzano, född cirka 1584, död 1647 eller 1648, var en spansk roman- och komediförfattare.
Castillo Solórzano tjänstgjorde som uppvaktande hos förnäma herrar. Han blev tidigt invigd i sin tids litterära kretsar jämte Lope de Vega och Tirso de Molina, och bidrog med skämtsamma, satiriska och parodiska dikter vid de akademiska sammankomsterna. En samling sådana dikter gav han ut 1624, en annan 1625 (Donaires del Parnaso). Senare blev han en av mästarna i den pikareska genren och beundrades och efterbildades som sådan av fransmännen. Bland Castillos många skälmberättelser kan nämnas La niña de los embustes (1632), La garduña de Sevillia y anzuelo de las bolsas (1644). Castillo har även skrivit sju komedier och några småstycken samt historiska verk.